# Ramón Pileta
Ramón Pileta Tamayo, (* 20. března 1977) je původem kubánský zápasník–judista, žijící od roku 2007 v Hondurasu. S judem začínal v 10 letech. Patřil k oporám kubánské reprezentace na přelomu tisíciletí, ale na pozici reprezentační jedničky se neprosadil. V roce 2007 z rodné Kuby emigroval. Azyl mu poskytl středoamerický Honduras, kde v průběhu let získal občanství. V roce 2014 se v 37 letech objevil poprvé na panamerickém mistrovství. V roce 2016 na něho zbyla panamerická kontinentální kvóta pro účast na olympijských hrách v Riu. Na olympijských hrách startoval jako nejstarší účastník judistických soutěží ve věku 39 let a 145 dní a vypadl v prvním kole s domácím Rafaelem Silvou.